# Dampfkanone

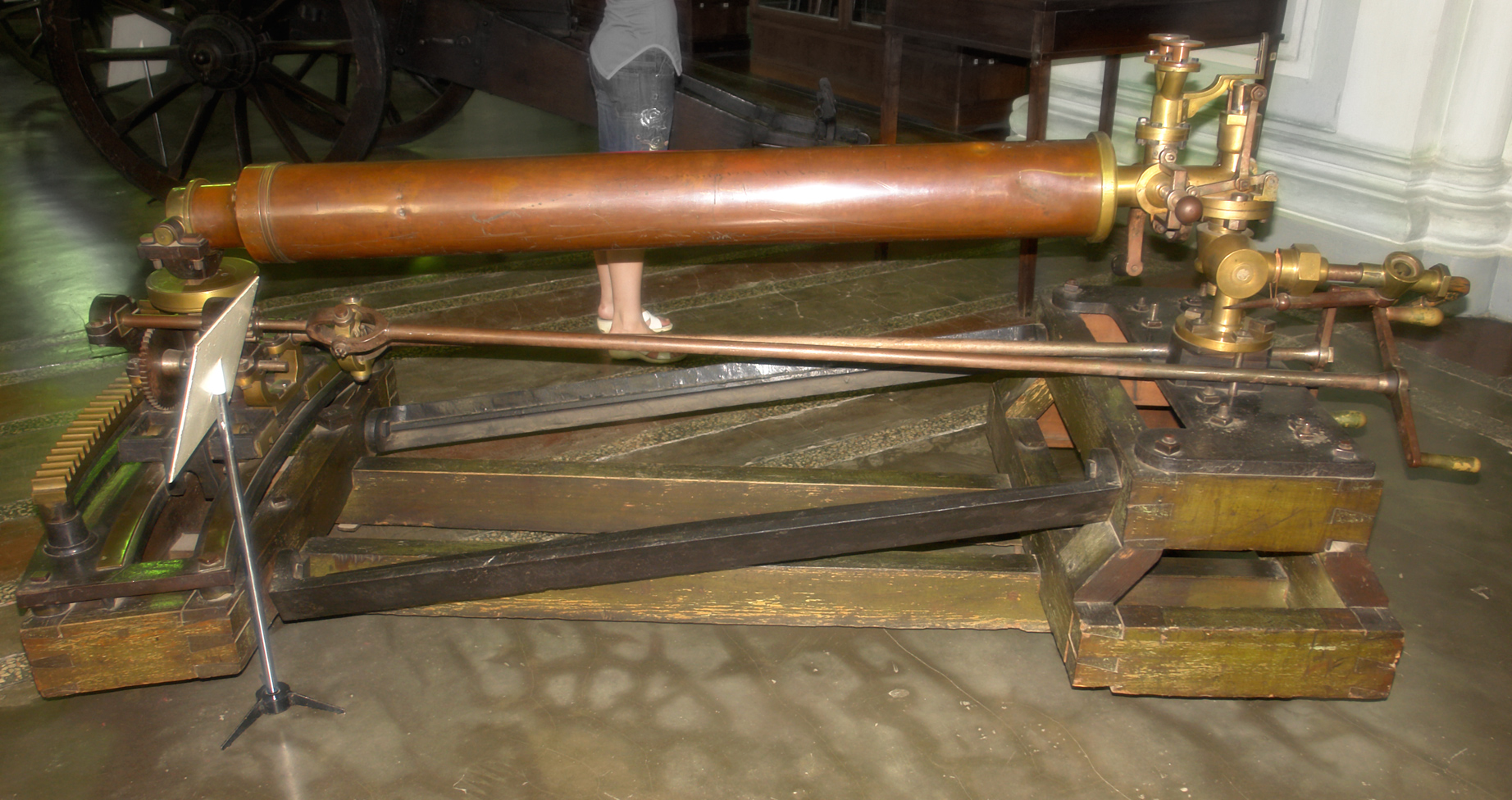
Experimenteller Prototyp einer 17,5 mm Dampfkanone des Russischen Reichs um 1826–29

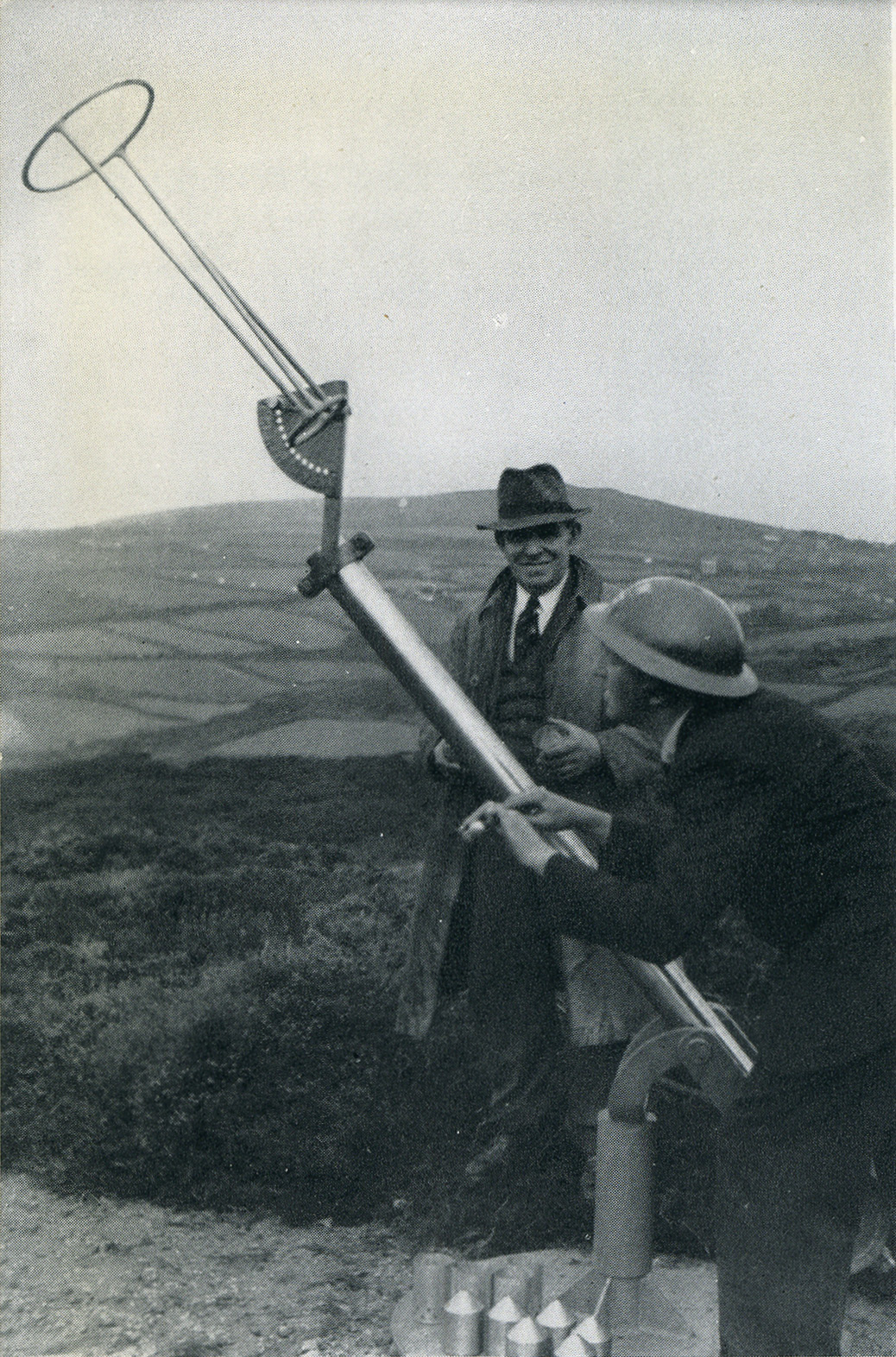
Holman Projector Prototyp (britische, dampfbetriebene Luftabwehrkanone) von 1940

Die Dampfkanone war ein Artilleriegeschütz der Antike und geht auf Archimedes zurück. Sie bestand im Wesentlichen aus einem geraden Rohr aus Kupfer, das an einem Ende verschlossen war. In die Kanone wurde zunächst eine geringe Menge Wasser gegeben und dann eine passgenaue 8 kg schwere Kugel. Durch Ansetzen eines Feuers an das verschlossene Ende sollte das Wasser schlagartig in Wasserdampf überführt werden; der entstehende Druck sollte das Geschoss aus dem Rohr treiben. Nach den Berechnungen von Leonardo da Vinci sollte die Reichweite dieser Kanone etwa 1250 m betragen.
Inwieweit dieses Geschütz von Archimedes auch praktisch umgesetzt wurde, ist heute nicht mehr nachvollziehbar. Moderne Nachbauten haben jedoch die Funktionsfähigkeit der Dampfkanone nachgewiesen. Zumindest in der Theorie hat Archimedes den Wasserdampf technisch genutzt.
In späterer Zeit wurde das Konzept eines Dampfgeschützes gelegentlich aufgegriffen, so kam es unter anderem um 1826–28 im Russischen Reich und in Großbritannien im Zweiten Weltkrieg (Holman Projector)  zu experimentellen Prototypen, deren militärischer Nutzen war allerdings sehr gering.